# Lucite (allergie)
Pour les articles homonymes, voir Lucite.

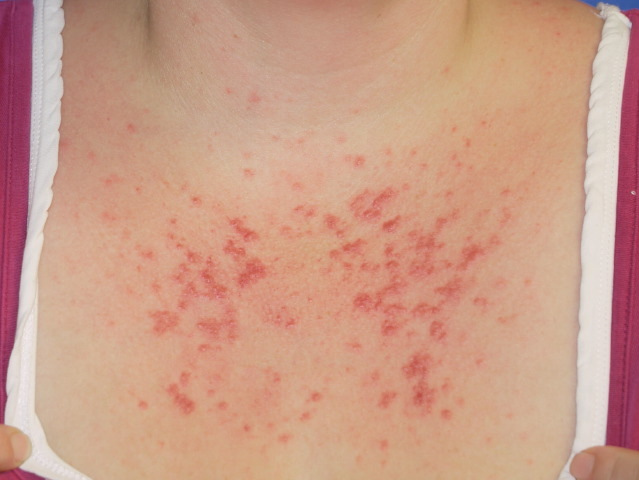
Lucite du décolleté

La lucite, appelée aussi actinite ou actinodermatose, est une photodermatose aigüe ou chronique provoquée par les UV A du soleil.

## Deux formes

### Lucite estivale bénigne
La Lucite estivale bénigne (ou actinite solaire) est caractérisée par l’éruption de petites taches rouges légèrement saillantes ressemblant à de l’urticaire ou de toutes petites cloques associées à des  démangeaisons plus ou moins intenses (prurit) et se localisant sur les parties exposées au soleil (décolleté, épaules, bras, jambes sans oublier parfois le dos des pieds) à l'exception du visage,.
La lucite estivale bénigne atteint entre 10 et 20 % des adultes, en grande majorité les femmes, et apparaît généralement entre 20 et 30 ans. Certains traitements médicamenteux photosensibilisants peuvent accentuer la lucite, en particulier les veinotoniques.

### Lucite polymorphe
La lucite polymorphe est une réaction cutanée retardée (apparaissant 12 à 24 heures après l'exposition au soleil) et récidivante (s'aggravant d'une année sur l'autre). Elle est caractérisée par de fortes démangeaisons et des lésions variables touchant toute les parties du corps exposées. Elle survient à tout âge, aussi bien chez les hommes que chez les femmes.

## Traitement préventif
- Limitation à l'exposition au soleil
- Application de produits antisolaires
- Prise de caroténoïdes
- Prise d'hydroxychloroquine au début du printemps[6].

## Traitement local
- Antihistaminique
- Préparations ichtyolées adoucissantes et décongestionnantes
- Dermocorticoïdes